# Youssouf M'Changama
Youssouf M'Changama, né le 29 août 1990 à Marseille, est un footballeur international comorien, évoluant au poste de milieu de terrain à l'ES Troyes AC.

## Biographie

### Parcours en club
Formé au CS Sedan où il prend rapidement part aux matchs de l'équipe réserve en étant un temps capitaine, il intègre l'équipe deux de l'ES Troyes AC pour la saison 2010-2011 durant laquelle il prend part à 24 rencontres de CFA 2,.
En mars 2012, il s'engage en faveur du Oldham Athletic en D3 anglaise. Il y joue son premier match professionnel le 10 mars comme remplaçant contre Yeovil.
Après un essai en juin 2013, au CSKA Sofia, il s'engage en juillet en faveur du Raed Club Arba, club tout juste promu en D1 algérienne pour la saison 2013-2014,.
En 2014, il décide de rejoindre le club Marseille Consolat jusqu'en 2016, avant de rejoindre le GFC Ajaccio grâce à sa bonne performance durant la saison 2015-2016.
Le 23 juin 2018, il rejoint pour deux saisons le Grenoble Foot 38, promu en Ligue 2. Il y réalise une saison pleine, participant à chacune des 38 rencontres de championnat. Il est auteur de 6 buts et 8 passes décisives. 
Le 3 septembre 2019, il signe pour deux ans à l'En avant Guingamp. Il devient ensuite capitaine de l'équipe. Pour sa troisième année de contrat en Bretagne, il réalise sa meilleure sa saison, prenant part à 33 rencontres de Ligue 2, en débutant 32, marquant 9 fois et délivrant 15 passes décisives. Au terme de celle-ci, il est membre de l'équipe type du championnat lors des Trophées UNFP. Son but contre Toulouse (14e journée, 2-2) y est également élu plus beau but de l'année.
Le 16 juin 2022, il s'engage libre de tout contrat en faveur de l'AJ Auxerre, promue en Ligue 1. Il y paraphe un contrat de deux saisons plus une en option.
Relégué en Ligue 2 après la saison 2022-2023, M'Changama ne reste pas dans l'Yonne et retourne à l'ESTAC, douze ans après son départ, le 31 août 2023, également en deuxième division et signe un contrat de deux saisons,.

### Parcours international
International comorien, M'Changama joue son premier match en octobre 2010 contre le Mozambique dans le cadre des qualifications à la CAN 2012.
M'Changama est l'un des éléments clés de la qualification à la CAN 2021, les Comores atteignant pour la première fois la phase finale de cette compétition. Convoqué à la phase finale qui se joue de janvier à février 2022, il inscrit un but sur un coup franc de plus de trente mètres lors des huitièmes de finale contre le Cameroun, pays organisateur, où les Cœlacanthes s'inclinent 2-1. Le parcours de la sélection est sujet à controverse, les Comores perdant plusieurs joueurs, positifs au Covid-19, et disputant notamment le huitième sans gardien de métier.

## Palmarès

### Distinctions individuelles
- Nommé dans l'équipe type de Ligue 2 aux Trophées UNFP du football 2022[16]
- Trophée UNFP but de Ligue 2 de la